# Sadayoshia acamar
Sadayoshia acamar is een tienpotigensoort uit de familie van de Munididae. De wetenschappelijke naam van de soort is voor het eerst geldig gepubliceerd in 2012 door Macpherson & Baba.